# Collide (Skillet album)
Collide er et album af det amerikanske band Skillet. Albummet er udgivet  den 18. november 2003.

## Trackliste
1. Forsaken
2. Savior
3. Open Wounds
4. A Little More
5. My Obsession
6. Collide
7. Fingernails
8. Imperfection
9. Under My Skin
10. Energy
11. Cycle Dow

## Eksterne links
- Omtale på allmusic.com